# Neal Shusterman
Neal Shusterman (Nova York, 12 de novembro de 1962) é um escritor norte-americano conhecido por escrever romances de fantasia e distópicos para jovens adultos. Ele já entrou nas listas de mais vendidos do The New York Times. Ele ganhou o National Book Award de Literatura Juvenil de 2015 por seu livro Challenger Deep e seu romance Scythe, foi um livro de honra do Michael L. Printz Award de 2017.
Ele ganhou o prêmio Margaret A. Edwards Award em 2024, "homenageando sua contribuição significativa e duradoura na escrita para adolescentes".

## Biografia
Neal Shusterman é nascido e criado no Brooklyn, em Nova York. Sua família é judia.
Desde tenra idade, Shusterman foi um leitor ávido. Aos 16 anos, Shusterman e sua família mudaram-se para a Cidade do México. Ele concluiu o ensino médio lá e sobre isso ele diz:
| “ | Ter uma experiência internacional mudou minha vida, dando-me uma nova perspectiva sobre o mundo e uma sensação de confiança que eu não teria de outra forma. | ” |

Ele frequentou a Universidade da Califórnia em Irvine, onde se formou duas vezes em psicologia e teatro, e também fez parte da equipe de natação do time da universidade.
Ele tem escrito para várias mídias: livros, filmes, TV e jogos, desde os anos 80, incluindo roteiro para as séries de TV: Goosebumps e Animorphs e o filme original do canal Disney Channel: Pixel Perfect, além de Double Dragon.

### SérieThe N.O.A.H. Files
(com  Eric Elfman)
- I Am the Walrus
- Shock the Monkey

### TrilogiaThe Accelerati
(com  Eric Elfman)
- Tesla's Attic (2014) ISBN 978-1423148036
- Edison's Alley (2015) ISBN 978-1423148067
- Hawking's Hallway (2016) ISBN 978-1423155218

### Antsy Bonano
- The Schwa Was Here (2004) ISBN 978-0756967192
- Antsy Does Time (2008) ISBN 978-0525478256
- Ship Out of Luck (2013) ISBN 978-0525422266

### Arc of a Scythe
1. Scythe (2016) no Brasil: O Ceifador (Seguinte, 2017) em Portugal: Ceifador (Desrotina, 2022)
2. Thunderhead (2018) no Brasil: A Nuvem (Seguinte, 2018) em Portugal: Tempestade (Desrotina, 2023)
3. The Toll (2019) no Brasil: O Timbre (Seguinte, 2020) em Portugal: Sentença (Desrotina, 2023)

- Gleanings: Stories from the Arc of a Scythe (2022) no Brasil: As Foices (Seguinte, 2023)

### Dark Fusion
- Dread Locks (2005)
- Red Rider's Hood (2005)
- Duckling Ugly (2006)

### Shadow Club
- The Shadow Club (1988)
- The Shadow Club Rising (2002)

### TrilogiaSkinjacker
- Everlost (2006)
- Everwild (2009)
- Everfound (2011)

### Star Shards
- Scorpion Shards (1995)
- Thief of Souls (1999)
- Shattered Sky (2002)

### The Unwind
- Unwind (2007) ISBN 978-1416912040 no Brasil: Fragmentados (Novo Conceito, 2015)
- UnStrung (2012) (conto) ISBN 978-1442423664
- UnWholly (2012) no Brasil: Desintegrados (Novo Conceito, 2017)
- UnSouled (2013) ISBN 978-1442423695
- UnDivided (2014) ISBN 978-1481409759
- UnBound (2015) (antologia, contém UnStrung)

### Arquivo X
- Série jovem adulto Arquivo X

- 3) Bad Sign (1997) [escrito como Easton Royce] romantização do episódio do Arquivo X: Syzygy
- 10) Dark Matter (1999) [escrito como Easton Royce] romantização do episódio do Arquivo X: Soft Light

- Série jovens jeitores Arquivo X

- 8) Voltage (1996) [escrito como Easton Royce] romantização do episódio do Arquivo X: D.P.O
- 9) E.B.E. (1996) com Les Martin [escrito como Easton Royce] romantização do episódio do Arquivo X: E.B.E.

### Space: Above and Beyond
- 1) The Aliens Approach (1996) [escrito como Easton Royce] romantização do episódio piloto da série de TV Space: Above and Beyond
- 3) Mutiny (1996) [escrito como Easton Royce] romantização do episódio da Space: Above and Beyond: Mutiny

### Outros romances
- Dissidents (1989)
- Speeding Bullet (1991)
- What Daddy Did (1991) (depois renomeado como Chasing Forgiveness)
- The Eyes of Kid Midas (1992)
- The Dark Side of Nowhere (1997) ISBN 978-0316789073
- Downsiders (1999)
- Full Tilt (2004) ISBN 978-0689803741
- Bruiser (2010) ISBN 978-0061134081
- Challenger Deep (2015) ilustrado por Brendon Shusterman ISBN 978-0061134111 no Brasil: O Fundo é Apenas o Começo (Valentina, 2018)
- Dry (2018) com Jarrod Shusterman ISBN 9781481481960 em Portugal: Seca (Saída de Emergência, 2019)
- Game Changer (2021) ISBN 9780061998676
- Roxy (2021) com ISBN 9781406392128

### Livros de imagens
- Piggyback Ninja (1994) ilustrado por Joe Boddy

### Contos
- Resurrection Bay (2013) ISBN 978-0062295163 [publicado somente como ebook]

### Antologias
- Darkness Creeping: Tales to Trouble Your Sleep (1993)
- Darkness Creeping II: More Tales to Trouble Your Sleep (1995)
- Mindquakes: Stories to Shatter Your Brain (1996)
- Mindstorms: Stories to Blow Your Mind (1996)
- Mindtwisters: Stories To Shred Your Head (1997)
- Mindbenders: Stories to Warp Your Brain (2000)
- Darkness Creeping: Twenty Twisted Tales (2007)
- Violent Ends (2015) com outros 17 autores incluindo, Brendon Shusterman, Shaun David Hutchinson e Beth Revis

### Jogos
- How to Host a Murder: Roman Ruins (1997)
- How to Host a Murder: The Grapes of Frath (1997)
- How to Host a Teen Mystery: Hot Times at Hollywood High (1997)
- How to Host a Murder: The Good, the Bad, and the Guilty (1998)
- How to Host a Murder: Tragical Mystery Tour (1999)
- How to Host a Teen Mystery: Barbecue with the Vampire (1999)
- How to Host a Murder: Saturday Night Cleaver (2000)
- How to Host a Murder: Maiming of the Shrew (2001)
- How to Host a Teen Mystery: Roswell That Ends Well (2002)
- How to Host a Murder: An Affair to Dismember (2003)

### Não-ficção
- Guy Talk (1987)
- It's Ok to Say No to Cigarettes and Alcohol (1988)
- Neon Angel: The Cherie Currie Story (1989) com Cherie Currie
- Kid Heroes: True Stories of Rescuers, Survivors, and Achievers (1991)

### Poemas
- "Shadows of Doubt" (1993)

## Adaptação
- The Runaways (2010) Filme baseado no livro autobiográfico Neon Angel: The Cherie Currie Story.[15]